# Colônia do Gurguéia
Colônia do Gurguéia è un comune del Brasile nello Stato del Piauí, parte della mesoregione del Sudoeste Piauiense e della microregione di Bertolínia.